# 亭亮镇
亭亮乡，是中华人民共和国广西壮族自治区崇左市宁明县下辖的一个乡镇级行政单位。

## 行政区划
亭亮乡下辖以下地区：
亭亮社区、扶贫新村、龙关村、龙旺村、北宁村、梅湾村、山荷村、安农村、天西村、那潭村、亭乐村、立新村和院景村。